# Calumma guibei
Espèce
Synonymes
- Chamaeleo guibei Hillenius, 1959

Statut de conservation UICN

 NT  : Quasi menacé
Statut CITES
Calumma guibei est une espèce de sauriens de la famille des Chamaeleonidae.

## Répartition
Cette espèce est endémique de la région de Diana à Madagascar. Elle  se rencontre dans la réserve naturelle intégrale de Tsaratanana.

## Étymologie
Cette espèce est nommée en l'honneur de Jean Marius René Guibé.

## Publication originale
- Hillenius, 1959 : The differentiation within the genus Chamaeleo Laurenti, 1768. Beaufortia, Amsterdam, vol. 8, p. 1-92.